# Царичина
Вижте пояснителната страница за други значения на Царичина.
Царѝчина е село в Западна България. То се намира в община Костинброд, Софийска област. Намира се на 29 km северозападно от центъра на гр. София.

## География
Намира се в планински район и на запад в близост до София.

## Културни и природни забележителности
В селото има черква - „Събор на св. 12 апостоли“.
В Царичина има и параклис - „Свети апостоли Петър и Павел“.

## Други
През 1990-те Царичина нашумява с разкопки, извършени в търсене на съкровище с извънземен произход. Група начело с лечителя и екстрасенс Димитър Сираков успява да убеди началника на генералния щаб на българската армия Радню Минчев да започне търсене. Впоследствие се оказва, че това е мистификация. За две години военните изкопават спираловиден тунел с дължина 165 метра и денивелация 70 метра.